# Teal
Teal is een organisatievorm dat het idee van zelforganisatie omarmt. De traditionele hiërarchie wordt vervangen door een systeem waarbij de werknemers van het bedrijf zoveel mogelijk zelf beslissingen nemen en het leiderschap zo gelijkmatig mogelijk wordt verdeeld.
Teal als organisatievorm werd bedacht door de Franse econoom Frédéric Laloux, die het beschreef in zijn boek Reinventing Organizations (2014). Laloux kent verschillende kleuren toe aan de verschillende hiërarchievormen, zoals die door de eeuwen heen gebruikelijk waren:
- Een rode organisatie is een autoritaire structuur die zich laat gelden door angst.
- Een amber organisatie kent een rigide gestructureerde hiërarchie. De opdrachten worden van bovenaf gegeven.
- Een oranje organisatie gaat uit van meritocratie en legt de nadruk op concurrentie en prestaties.
- Een groene organisatie werkt vanuit consensus en houdt rekening met belanghebbenden. De nadruk ligt op cultuur en empowerment van de medewerkers.

Een teal (Engels voor groenblauw) organisatie gaat nog een stap verder dan een groene organisatie en legt de autonomie op de werkvloer. Het management is slechts ondersteunend.
In Nederland is het bedrijf Buurtzorg een voorbeeld van een organisatie die volgens Teal werkt. De Braziliaanse ondernemer Ricardo Semler draagt een soortgelijke filosofie uit.